# Idrottsföreningen Kamraterna Kalmar
L'Idrottsföreningen Kamraterna Kalmar, abbreviato in IFK Kalmar, è una squadra di calcio femminile svedese con sede a Kalmar, città capoluogo dell'omonima contea sita nello Småland. Sezione di calcio femminile dell'omonima società polisportiva, gioca le partite intere presso il BillerudKorsnäs Arena del capoluogo Kalix.
Nella stagione 2022 milita in Damallsvenskan, livello di vertice campionato svedese femminile di calcio.

## Storia
L'IFK Kalmar è stata fondata nel 1970 come sezione dell'Idrottsföreningen Kamraterna (IFK), a sua volta tra le società iscritte alla locale IOGT. Alle sue origini l'IFK, società polisportiva con sede a Kalmar ma in seguito trasferita a Banérgatan, era composta da varie sezioni di discipline sportive, tra le quali le più rilevanti erano pallamano, calcio (maschile) e ginnastica, e dal 1972 la società divenne una delle prime a istituire una squadra di calcio femminile.
Pur affiancando la squadra maschile nei primi anni duemila, dal 2005 l'IFK Kalmar divenne una società di sole formazioni femminili. Negli anni la è divenuto un esempio classico di squadra ascensore. all'inizio del XXI secolo le sue prestazioni la rendevano una delle formazioni più competitive della sezione Södra (sud) della Division 1, l'allora secondo livello del campionato nazionale, tanto da concludere sfiorare la promozione in Damallsvenskan, tuttavia negli anni successivi i risultati vennero a mancare, facendo retrocedere la squadra in Division 2. Con la retrocessione molte delle giocatrici in rosa lasciarono la società, tuttavia con un nuovo organico la squadra riuscì a risollevarsi, tornando in Division 1 Södra nel 2007 per retrocedere la stagione successiva. La nuova promozione risale al 2010 e alla sua terza stagione, classificatasi in quinta posizione, avrebbe l'occasione per il salto di livello, iscrivendosi alla prima edizione (2013) del nuovo campionato di secondo livello, l'Elitettan, tuttavia la società decide di rimanere nella serie inferiore ancora per due stagioni dove l'IFK Kalmar si conferma tra i protagonisti del gruppo sud e al termine della stagione 2014 conquistare l'accesso al campionato di Elitettan 2015.
Dopo un campionato ad alto livello, concluso al terzo posto dietro a Kvarnsvedens IK e Djurgården, nel 2016 una nuova flessione, che con l'ottavo posto si garantisce comunque la salvezza, mentre nel 2017 si porta al secondo posto, dietro il Växjö DFF accedendo alla Damallsvenskan per la prima volta nella sua storia sportiva.
Tuttavia al suo primo campionato al massimo livello di categoria la squadra palesa ben presto l'evidente differenza di competitività, rimanendo costantemente nella parte bassa della classifica e chiudendo al 12º e ultimo posto, con 21 sconfitte e una sola vittoria su 22 incontri disputati, scendendo di conseguenza in Elitettan dalla stagione successiva.
Dopo due campionati chiusi con un’agevole salvezza, 5º posto nel 2019 e 4º nel 2020, nel 2021 la squadra riesce a raggiungere il 2º posto dietro l'Umeå IK e la conseguente promozione in Damallsvenskan a quattro anni dalla sua prima partecipazione al massimo campionato svedese di categoria.

## Organico

### Rosa 2022
Rosa, ruoli e numeri di maglia come da sito ufficiale, integrati dal sito soccerway.com, aggiornati al 10 aprile 2022.
| N. |                        | Ruolo | Calciatrice      |
| -- | ---------------------- | ----- | ---------------- |
| 1  | Estonia (bandiera)     | P     | Karina Kork      |
| 2  | Stati Uniti (bandiera) | C     | Annie Habeeb     |
| 3  | Stati Uniti (bandiera) | D     | Allison Pantuso  |
| 4  | Canada (bandiera)      | D     | Paige Culver     |
| 5  | Svezia (bandiera)      | C     | Vera Andersson   |
| 6  | Stati Uniti (bandiera) | C     | Jessica Ayers    |
| 7  | Germania (bandiera)    | C     | Charlene Nowotny |
| 8  | Svezia (bandiera)      | C     | Fanny Nilsson    |
| 9  | Svezia (bandiera)      | C     | Astrid Larsson   |
| 10 | Svezia (bandiera)      | C     | Elma Smajic      |
| 11 | Svezia (bandiera)      | D     | Sofia Olsson     |
| 12 | Svezia (bandiera)      | C     | Maja Landin      |

| N. |                        | Ruolo | Calciatrice                |
| -- | ---------------------- | ----- | -------------------------- |
| 13 | Svezia (bandiera)      | A     | Svea Rehnberg              |
| 14 | Stati Uniti (bandiera) | A     | Alyssa Walker              |
| 15 | Finlandia (bandiera)   | A     | Juliette Kemppi            |
| 16 | Svezia (bandiera)      | C     | Wilma Finnman              |
| 17 | Svezia (bandiera)      | C     | Amanda Persson             |
| 18 | Stati Uniti (bandiera) | A     | Katie Pingel               |
| 22 | Stati Uniti (bandiera) | A     | Arielle Ship               |
| 20 | Svezia (bandiera)      | A     | Emelie Zakrisson           |
| 23 | Islanda (bandiera)     | D     | Hallbera Guðný Gísladóttir |
| 24 | Stati Uniti (bandiera) | D     | Antoinette Williams        |
| 99 | Svezia (bandiera)      | P     | Fanny Jungward             |

### Rosa 2020
Rosa, ruoli e numeri di maglia come da sito ufficiale e da sito della Federazione svedese, aggiornati al 21 giugno 2020.
| N. |                        | Ruolo | Calciatrice         |
| -- | ---------------------- | ----- | ------------------- |
| 2  | Svezia (bandiera)      | D     | Selma Berggren      |
| 3  | Svezia (bandiera)      | D     | Emma Jones          |
| 4  | Svezia (bandiera)      | A     | Sara Johansson      |
| 5  | Svezia (bandiera)      | D     | Klara Rybrink       |
| 6  | Svezia (bandiera)      | D     | Maja Träff Williams |
| 7  | Svezia (bandiera)      | C     | Anna Wretman        |
| 8  | Svezia (bandiera)      | C     | Fanny Nilsson       |
| 9  | Stati Uniti (bandiera) | A     | Tabby Tindell       |
| 10 | Svezia (bandiera)      | C     | Wilma Finnman       |
| 11 | Svezia (bandiera)      | A     | Ofelia Medhammar    |
| 12 | Svezia (bandiera)      | D     | Frida Johansson     |
| 14 | Svezia (bandiera)      | A     | Jennie Egeriis      |
| 15 | Svezia (bandiera)      | D     | Mikaela Almgren     |

| N. |                        | Ruolo | Calciatrice              |
| -- | ---------------------- | ----- | ------------------------ |
| 16 | Svezia (bandiera)      | D     | Nadine Atterlord         |
| 17 | Svezia (bandiera)      | C     | Amanda Persson           |
| 18 | Svezia (bandiera)      | A     | Josefine Nilsén          |
| 19 | Svezia (bandiera)      | A     | Mimmi Asperot            |
| 20 | Svezia (bandiera)      | C     | Sofia Olsson             |
| 21 | Svezia (bandiera)      | D     | Kajsa Lang               |
| 22 | Svezia (bandiera)      | C     | Hanna Persson            |
| 23 | Svezia (bandiera)      | C     | Filippa Barksell         |
| 23 | Svezia (bandiera)      | D     | Linnea Svensson          |
| 30 | Svezia (bandiera)      | P     | Lisa Wahlberg            |
| 62 | Islanda (bandiera)     | C     | Andrea Celeste Thorisson |
| 89 | Stati Uniti (bandiera) | P     | Emily Armstrong          |
| 99 | Svezia (bandiera)      | P     | Wilma Edman              |

### Rosa 2018
Rosa, ruoli e numeri di maglia come da sito ufficiale e da sito della Federazione svedese.
| N. |                        | Ruolo | Calciatrice         |
| -- | ---------------------- | ----- | ------------------- |
| 1  | Svezia (bandiera)      | P     | Tove Enblom         |
| 2  | Svezia (bandiera)      | C     | Sara Johansson      |
| 3  | Svezia (bandiera)      | D     | Emma Jones          |
| 4  | Scozia (bandiera)      | D     | Ifeoma Dieke        |
| 5  | Svezia (bandiera)      | C     | Anna Wretman        |
| 6  | Svezia (bandiera)      | D     | Maja Träff Williams |
| 7  | Stati Uniti (bandiera) | A     | Erin Gunther        |
| 8  | Svezia (bandiera)      | C     | Fanny Nilsson       |
| 9  | Norvegia (bandiera)    | A     | Kristin Haugstad    |
| 10 | Australia (bandiera)   | C     | Aivi Luik           |
| 11 | Svezia (bandiera)      | A     | Josefine Nilsén     |
| 12 | Svezia (bandiera)      | C     | Frida Johansson     |
| 14 | Svezia (bandiera)      | C     | Wilma Finnman       |
| 15 | Svezia (bandiera)      | D     | Elsa Karlsson       |

| N. |                        | Ruolo | Calciatrice              |
| -- | ---------------------- | ----- | ------------------------ |
| 17 | Svezia (bandiera)      | A     | Amanda Fredriksson       |
| 19 | Svezia (bandiera)      | C     | Elin Bergkvist           |
| 21 | Svezia (bandiera)      | D     | Kajsa Lang               |
| 22 | Svezia (bandiera)      | D     | Emma Öjert               |
| 23 | Svezia (bandiera)      | C     | Mathilda Johansson Prakt |
| 24 | Stati Uniti (bandiera) | A     | Folashade Pratt          |
| 41 | Svezia (bandiera)      | P     | Lina Lundqvist           |
|    | Svezia (bandiera)      | C     | Kajsa Klope              |
|    | Svezia (bandiera)      | C     | Matilda Nilsson          |
|    | Svezia (bandiera)      |       | Anna Sandberg            |
|    | Svezia (bandiera)      | D     | Ida Strömblad            |
|    | Svezia (bandiera)      | D     | Moa Svensson             |
|    | Svezia (bandiera)      | C     | Elin Åkerman             |